# محمدآباد (شهرآباد)
محمدآباد نام روستایی از توابع بخش شهرآباد شهرستان بردسکن در استان خراسان رضوی است. این روستا در دهستان شهرآباد قرار دارد و بر اساس سرشماری سال ۱۳۸۵ جمعیت آن ۸۸۵ نفر (۲۲۳ خانوار) بوده است.